# Hlewagastiz
Hlewagastiz war ein germanischer Metallhandwerker, der um oder nach 400 in Skandinavien tätig war.

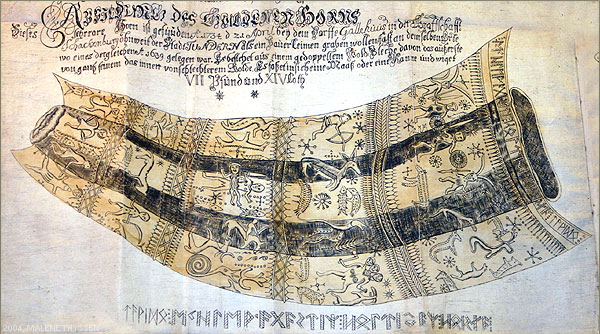
Zeichnung des Hornes und seiner Runeninschrift

Er ist einzig durch eine eingravierte Runeninschrift an der Mündung eines der zwei Goldhörner, die 1734 in Gallehus in Dänemark gefunden wurde, bekannt. 

ᛖᚲᚺᛚᛖᚹᚨᚷᚨᛊᛏᛁᛉ᛬ᚺᛟᛚᛏᛁᛃᚨᛉ᛬ᚺᛟᚱᚾᚨ᛬ᛏᚨᚹᛁᛞᛟ
Transliteration: ek hlewagastiz : holtijaz : horna : tawido
Transkription: ek χleu̯aǥastiz χoltii̯az χorna tau̯iđō/ŏ
Übersetzung: „Ich, Hlewagastiz (wohl: ‚der berühmte Gäste hat‘), Holtijaz (‚der zu Holt Gehörige‘), machte das Horn“.